# 데드 라이징
《데드 라이징》(Dead Rising)은 이나후네 케이지가 개발한 오픈 월드의 좀비 서바이벌 호러 진행형 격투 비디오 게임 시리즈이다. 처음에 캡콤이 개발하였으며, 이후로 캡콤 밴쿠버가 프랜차이즈 개발을 맡고 있다.

## 비디오 게임 시리즈
| 게임          | 게임랭킹스 | 메타크리틱                 |
| ------------- | ---------- | -------------------------- |
| 데드 라이징   | -          | (X360) 85                  |
| 데드 라이징 2 | -          | (X360) 79 (PC) 78 (PS3) 80 |
| 데드 라이징 3 | -          | (XONE) 78 (PC) 70          |
| 데드 라이징 4 | -          | (XONE) 72 (PC) 73          |

### 메인 게임
| 2006 | 데드 라이징                  |
| 2007 |                              |
| 2008 |                              |
| 2009 |                              |
| 2010 | 데드 라이징 2: 케이스 제로   |
| 2010 | 데드 라이징 2                |
| 2010 | 데드 라이징 2: 케이스 웨스트 |
| 2011 |                              |
| 2012 |                              |
| 2013 | 데드 라이징 3                |
| 2014 |                              |
| 2015 |                              |
| 2016 | 데드 라이징 4                |

- 데드 라이징 (비디오 게임) (Dead Rising, 2006년)
- 데드 라이징 2 (Dead Rising 2, 2010년)
  - 데드 라이징 2: 케이스 제로(Dead Rising 2: Case Zero, 2010년)
  - 데드 라이징 2: 케이스 웨스트(Dead Rising 2: Case West, 2010년)
- 데드 라이징 3(Dead Rising 3, 2013년)
- 데드 라이징 4(Dead Rising 4, 2016년)

### 리메이크
- 데드 라이징: 찹 팀 유 드롭 (Dead Rising: Chop Till You Drop, 2009년)
- 데드 라이징 2: 오프 더 레코드 (Dead Rising 2: Off the Record, 2011년)

### 모바일 게임
- 데드 라이징 모바일 (Dead Rising Mobile, 2010년)

### 컴필레이션
- 데드 라이징 컬렉션 (Dead Rising Collection, 2014년)
- 데드 라이징 트리플 팩 (Dead Rising Triple Pack, 2016년)

## 영화 시리즈
- 데드라이징 선 (Zombrex: Dead Rising Sun, 2010년)
- 데드 라이징: 워치타워 (Dead Rising: Watchtower, 2015년)
- 데드 라이징: 엔드게임 (Dead Rising: Endgame, 2016년)